# Phaino
Phaino (Oudgrieks: Φαινω) is een van de oceaniden (kinderen van Tethys en Oceanus) uit de Griekse mythologie.
Haar naam is afgeleid van het Griekse werkwoord phainen, dat plots verschijnen betekent. Phaino was samen met haar zusters Galaxaura, Thoë en Polydora een godin van de wolken, en ze personifieerde de plotseling verschijnende wolkenmassa's. In de Theogonia van Hesiodus wordt Phaino genoemd als een metgezel van de godinnen Artemis, Athene en Persephone.